# Wolf Parade
Wolf Parade ist eine kanadische Indie-Rock-Band. Die Bandmitglieder kommen ursprünglich aus Victoria, British Columbia, sind aber inzwischen in Montréal, Québec ansässig.

## Bandgeschichte

### Gründung
Gegründet wurde Wolf Parade, als Spencer Krug (Sunset Rubdown, ehemals Destroyer und Frog Eyes) im März 2003 von einem befreundeten Konzertveranstalter das Angebot bekam, als Support für die damals noch unbekannten The Arcade Fire aufzutreten. Zusammen mit Dan Boeckner, der nach dem Ende seiner Band Atlas Strategic ebenfalls von Victoria nach Montréal gezogen war, schrieb er Songs mit einem Drumcomputer, bevor sie Arlen Thompson davon überzeugen konnten, sich ihnen anzuschließen. Dieser hatte bereits für Arcade Fire bei dem Song Wake Up am Schlagzeug gesessen. Das Songwriting teilten sich Spencer (Keyboards) und Dan (Gitarre) strikt, wobei jeder auch seine eigenen Songs singt. Nach einem erfolgreichen Live-Auftritt beschlossen sie fortan als Trio unter dem Namen Wolf Parade aufzutreten. 2004 wurde das Trio durch Hadji Bakara ergänzt, der für die Soundeffekte zuständig ist. Im Sommer 2005 stieß auch Dante DeCaro (ehemals Hot Hot Heat) als zweiter Gitarrist und Perkussionist zur Gruppe.

### Veröffentlichungen
Noch als Trio veröffentlichten Wolf Parade 2003 ihre gleichnamige Debüt-EP. Nachdem Hadji Bakara der Band beigetreten war, veröffentlichten sie 2004 in Eigenregie eine ebenfalls selbstbetitelte zweite EP. Das Modest-Mouse-Mastermind Isaac Brock wurde auf die Band aufmerksam und überzeugte das amerikanische Label Sub Pop die Band unter Vertrag zu nehmen. Mit Brock hinter dem Mischpult nahmen Wolf Parade im Juli 2005 ihre dritte EP auf, die erste bei einem richtigen Label. Ende September 2005 erschien ihr Debüt Apologies to the Queen Mary bei SubPop, bei dem Isaac Brock wieder einen Großteil der Produktion übernommen hatte. Dan Boeckner und Spencer Krug singen darauf jeweils sechs Songs, nähern sich in ihrem Songwriting aber mehr und mehr an. Nachdem sich Krug und Boeckner ausgiebig ihren Soloprojekten gewidmet hatten, begaben sie sich wieder mit Wolf Parade ins Studio und brachten 2008 das Album At Mount Zoomer heraus.
Am 2. Juli 2010 erschien das dritte Studioalbum „EXPO 86“.

### Nebenprojekte
Ab 2005 gründeten die beiden Songschreiber Spencer Krug und Dan Boeckner Nebenprojekte, um ungenutztes Songmaterial einspielen und eigene musikalische Ideen umsetzen zu können. Dan Boeckner gründete zusammen mit seiner Freundin Handsome Furs und Spencer Krug startete Sunset Rubdown zunächst als Soloprojekt, das sich aber bald zu einer Band entwickeln sollte. 2005 beteiligte sich Krug auch am Instrumental-Projekt Fifths of Seven. 2006 gründete Krug die Band Swan Lake und half auch bei Frog Eyes aus.

## Einflüsse
Die Haupteinflüsse von Wolf Parade sind die ebenfalls aus Montréal stammende Band The Arcade Fire und Modest Mouse, deren Produzent Chris Chandler zusammen mit Isaac Brock ihr Debütalbum aufnahm. Verglichen werden Wolf Parade oft mit der New Yorker Band Clap Your Hands Say Yeah. Auch Einflüsse von David Bowie lassen sich teilweise heraushören. Vor allem Spencer Krugs Songwriting bietet oftmals Platz für schrägere Töne wie von Modest Mouse, wohingegen Dan Boeckner eher geradlinige Rock-Songs schreibt.

## Diskografie
- 2003: Wolf Parade (4 Lieder, EP, Eigenveröffentlichung)
- 2004: Wolf Parade (6 Lieder, EP, Eigenveröffentlichung)
- 2005: Wolf Parade (Promo, SubPop)
- 2005: Apologies to the Queen Mary (SubPop)
- 2008: At Mount Zoomer (SubPop)
- 2010: Expo 86
- 2017: Cry Cry Cry
- 2020: Thin Mind